# 阿克塞爾·馬拉瓦爾
阿克塞爾馬拉瓦爾(Axel Maraval)（出生於1993年10月20日）是法國的職業足球運動員，司職守門員，現效力於對法國全國聯賽中的Rouen。

## 職業生涯
摩納哥青訓出身，在2014年7月離開球會以獲得更多的上場時間。幾個月後作了他的處子登場在0–1敗陣於索察足球會的法國足球乙級聯賽中

## 外部連結
- Axel Maraval – 法國職業足球聯賽数据 – 支持法语（已存档）
- Soccerway資料庫：阿克塞爾·馬拉瓦爾
- Axel Maraval foot-national.com Profile （页面存档备份，存于）